# Hem-Monacu
Hem-Monacu (picardisch: L’Hèm-Monacu) ist eine nordfranzösische Gemeinde mit 129 Einwohnern (Stand 1. Januar 2022) im Département Somme in der Region Hauts-de-France. Die Gemeinde gehört zum Arrondissement Péronne.

## Geographie
Die Gemeinde liegt rund zehn Kilometer nordwestlich von Péronne. Am Ostrand des Gemeindegebiets verlaufen die Autoroute A1 mit einer außerhalb des Gemeindegebiets gelegenen Anschlussstelle und die Hochgeschwindigkeitsbahnstrecke des LGV Nord. Nach Süden wird das Gemeindegebiet durch den Fluss Somme begrenzt, der hier eine breite Talaue mit dem Marais de Hem bildet. Zur Gemeinde gehören die Ortsteile La Ferme und Monacu. Der besiedelte Teil der Gemeinde erstreckt sich entlang der Flussaue.

## Geschichte
Die Gemeinde erhielt als Auszeichnung das Croix de guerre 1914–1918.
| 1962 | 1968 | 1975 | 1982 | 1990 | 1999 | 2006 | 2018 |
| ---- | ---- | ---- | ---- | ---- | ---- | ---- | ---- |
| 84   | 85   | 81   | 81   | 96   | 98   | 135  | 131  |

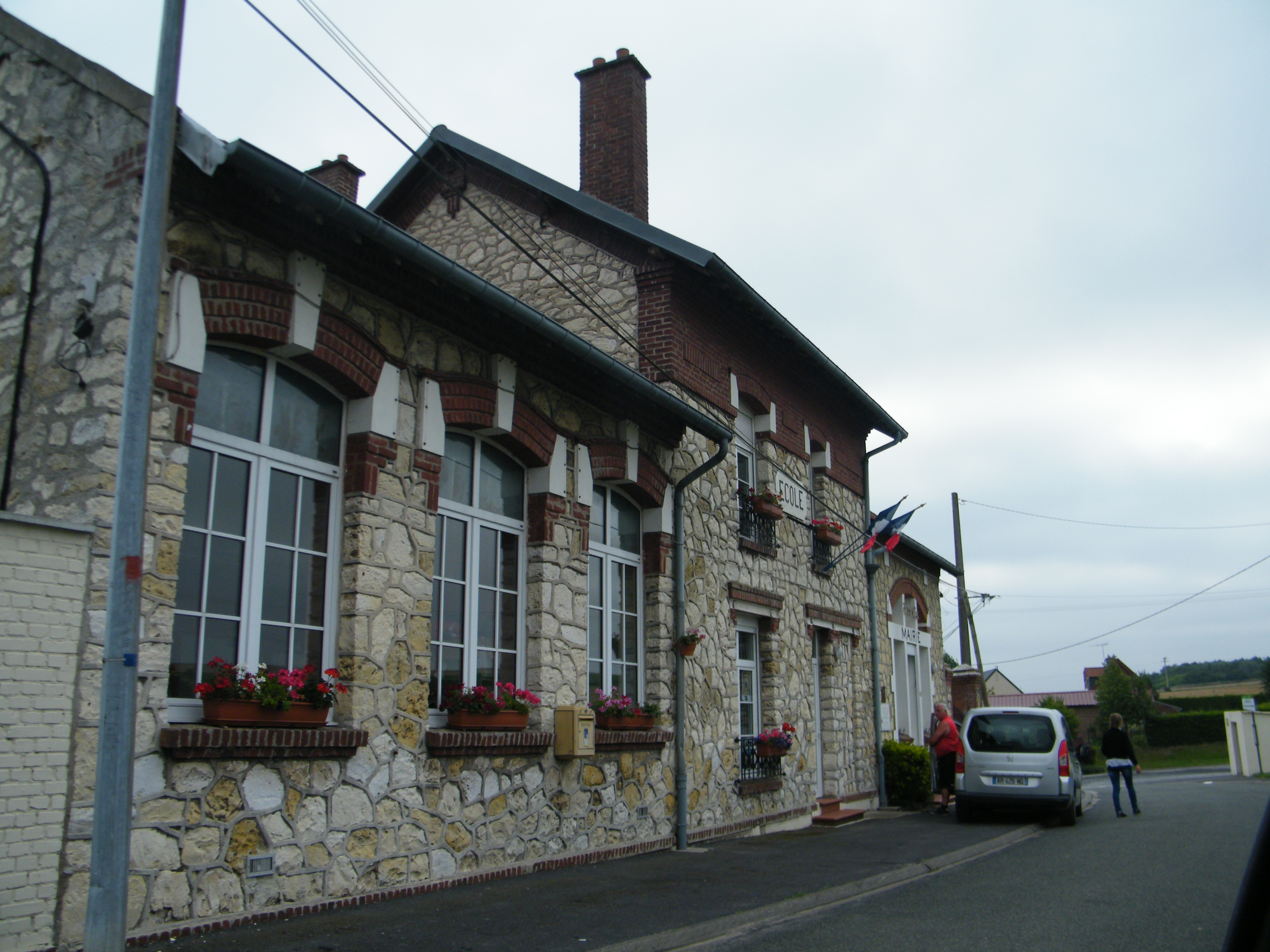
Mairie und Grundschule
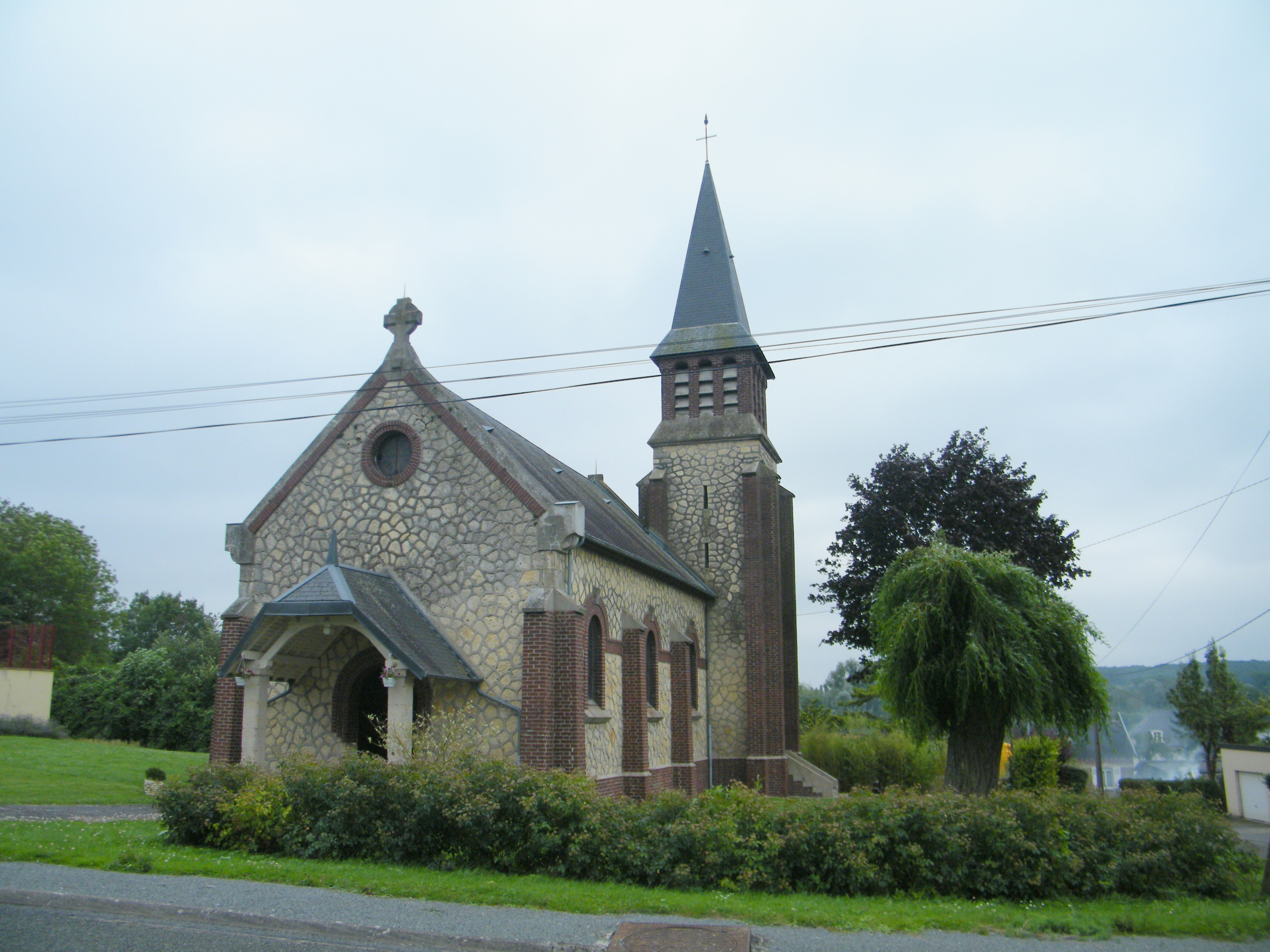
Kirche Saint-Hilaire
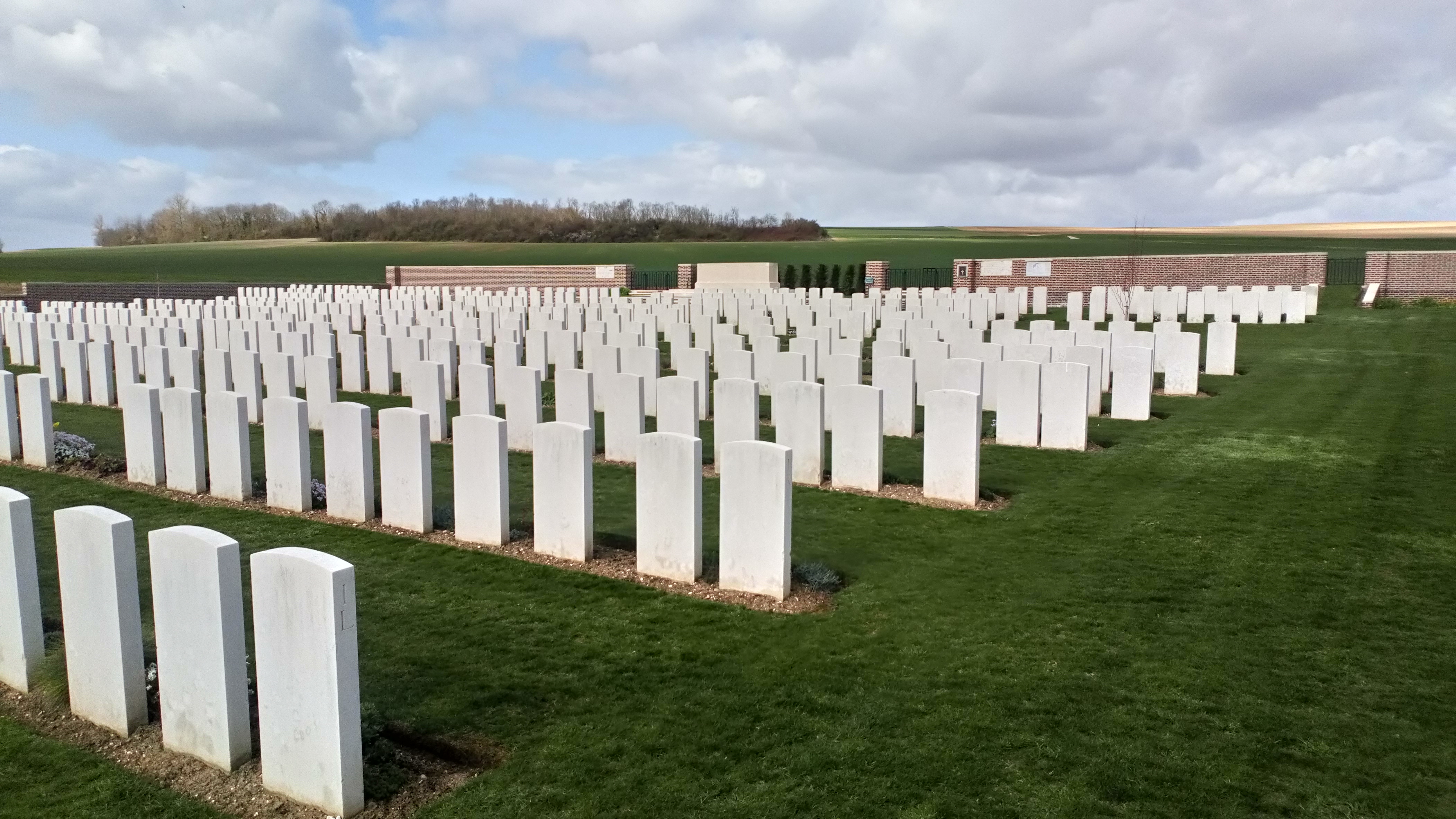
Soldatenfriedhof